# Herman I de Caríntia
|  | No s'ha de confondre amb Hermann de Caríntia o Hermann de Reichenau. |

Herman I de Caríntia i II de Sponheim (mort 4 d'octubre de 1181) fou duc de Caríntia des de 1161 fins a la seva mort vint anys després. Era membre de la casa de Sponheim i segon fill del duc Ulric I de Caríntia (+ 1144) i la seva esposa Judit, filla de Herman II, marcgravi de Baden. Va succeir al seu germà Enric VII de Caríntia.
Quan l'abril de 1144, el seu pare el duc Ulric I va morir sense fills el germà gran de Herman, Enric VII, el va succeir. Encara que era un partidari lleial de la dinastia imperial Hohenstaufen, Enric va perdre el títol de marcgravi de Verona a favor del seu oncle Herman III de Baden el 1151. Ulric va morir sense fills el 12 d'octubre de 1161 i llavors Herman el va succeir com a duc de Caríntia.
Va consolidar la seva posició mitjançant l'assoliment del càrrec de protector (vogt) sobre les possessions a Caríntia del Bisbat de Bamberg i el Patriarcat d'Aquileia. Igual que el seu germà, va estar atrapat en disputes territorials amb el marcgravi Ottokar III d'Estíria i nobles locals com els comtes de Ortenburg i Heunburg. Vers el 1173, es va casar amb Ines o Agnès de Babenberg, filla del duc Enric II d'Àustria i vídua del rei Esteve III d'Hongria. Van tenir dos fills coneguts: 
- Ulric II, duc de Caríntia (mort 10 d'agost de 1202).
- Bernat, duc de Caríntia (mort 4 de gener de 1256).